# Ricania impervia
Ricania impervia är en insektsart som beskrevs av Walker 1870. Ricania impervia ingår i släktet Ricania och familjen Ricaniidae. Inga underarter finns listade i Catalogue of Life.